# 広海・深海
広海・深海（ひろみ・ふかみ）は、三重県出身の双子（一卵性双生児）。兄の広海はデジタルマーケティング会社の「株式会社Hi（ハイ、英文社名：Hi Inc.）」を経営する実業家。弟の深海はスタイリスト、学校講師、ブランドディレクター。現在は個々人での活動に加えて司会者、タレント、YouTuberとしても活動。共にゲイであることを公表している。松竹芸能所属。

## メンバー
広海 / HIROMI（ひろみ、1989年11月29日 - ）（35歳）
- 兄。本名は、長谷川 堅二（はせがわ けんじ）。デジタルマーケティング会社「Hi inc.」代表取締役。
- 血液型A型。立ち位置は左。
- 実業家になったきっかけは、タレント時代に抱えた多額の借金。その返済のためタレントの仕事以外でもお金を稼ぐ必要に迫られ、2016年から友人の紹介でインフルエンサー＆SNSマーケティングを手掛けるLIDDELL株式会社にインターンとして参加。その後社員として勤務。そこで学んだデジタルマーケティング業が、元来の仕切り屋タイプの性格と親和性が高く適職に。2018年に独立し、デジタルマーケティング会社「株式会社Hi（Hi inc.）」を創業。2022年現在も代表取締役を務めている。
- 調理師免許、アロマテラピー検定1級を取得。
- 愛猫家。猫の保護活動団体やボランティア団体への支援を積極的に行っている。
- 軽度のADHDであることを公表している。家の掃除や片付けができない、人の話が聞けない、会話のスピードが早いなどのエピソードを、Instagramのライブ配信や著書の中で明かしている。

深海 / FUKAMI（ふかみ、1989年11月29日 - ）（35歳）
- 弟。本名は、長谷川 一也（はせがわ かずや）。スタイリスト、学校講師。weakendブランドディレクター。
- 2018年からTOKYO GIRLS COLLECTIONブランドディレクター。
- 血液型A型。立ち位置は右。
- パーソナルカラー検定2級を取得。
- 読書家。小学校時代は図書館の本はほとんど読み尽くした。
- サウナ好きで、自他共に認めるサウナー。体調を崩したことがきっかけで、治療目的にサウナに通いだしてからその魅力にハマって習慣化。現在もジムのサウナ会員で、毎朝サウナに入っている:3。
- 芸能界に入る前はアパレルの仕事も経験。芸能以外の仕事を模索している時に友人の紹介でスタイリストの野崎美穂に出会い、その人柄に感銘を受け、元々のファッション好きも高じて2012年に弟子入り。スタイリストに転身を果たした:2。2015年に独立し、スタイリストとして国内外のファッションショー、ファッション誌、テレビ番組、広告、ライブなどで活動。漫画およびテレビアニメ『ランウェイで笑って』ではファッション監修を務める。
- 2025年6月7日、アメリカ人のパートナーと婚約したことをInstagram内で報告した。

## 略歴
- 2007年5月22日に『笑っていいとも!』の素人参加コーナー「花より双子」に出演したのがキッカケでスカウトされ[14]:1[2]、2008年に俳優としてデビュー[15][16]。デビュー当時の名義は「川素 広海（かわもと ひろみ）」と「川素 深海（かわもと ふかみ）」であり[15][16]、デビュー作であるドラマ『正しい王子のつくり方』では双子役を演じた[17]。当初はゲイであることを隠して活動していたが[14]:2、2009年8月、前所属事務所のディーミックスエンターテイメントから松竹芸能に移籍したのを機に、ゲイであることと貧乏エピソードを相次いでカミングアウト。おすぎとピーコ以来ともいわれる双子のおネエとして、『99プラス』などの出演で注目を集める。松竹芸能に移籍した当初は、お笑いコンビとして活動したこともあった[18]。
- 2010年4月29日に放送された朝の情報バラエティ番組『PON!』（日本テレビ）の曜日コーナー「お手を拝借! 手相でスッPON!」に出演。それが番組スタッフの目にとまり、2010年10月から火曜日の突撃芸人ならびコメンテーターとして2014年3月までレギュラー出演。
- 2人共ファッションやビューティに対する造詣が深く、それらを活かして2012年以降は徐々に芸能以外の仕事に活躍の場を移していく。テレビドラマでのファッション・メイク監修や東京ガールズコレクションのオフィシャルサポーターを務めるなどその活動は多岐にわたる。
- 兄の広海は2016年からインフルエンサー＆SNSマーケティングを手掛けるLIDDELL株式会社にインターンとして参加し、その後社員として勤務[19]。2018年に独立し、デジタルマーケティング会社 Hi inc.を創業[2]。代表取締役を務めている[2]。
- 弟の深海は2012年からスタイリストの野崎美穂に師事。2015年に独立し、スタイリストとして国内外のファッションショー、ファッション誌、テレビ番組、広告、ライブなどで活動。
- 2020年7月より、Instagramにてライブ配信を開始。プライベートをさらけ出す配信スタイルが話題となり、一躍人気インフルエンサーに。12月にはYouTubeに「HIROMI FUKAMI Channel」を開設。
- 2022年5月に初の書籍「むすんでひらいて」を出版[2]。

## 生い立ち
- 小さい頃に両親から育児放棄され、母方の祖父母に育てられたが、幼い頃から自給自足をしながらも電気を止められるほどの貧しい暮らしをしていた[20]。祖父が伊勢エビ漁師、祖母が海女。
- 中学卒業まで暮らしていたのは、海の近くの砂の上に建てられた海女小屋のようなもので、壁は総トタン。土台が安定していないためビー玉が転がるほど傾いており、地震の時は床が滑り、台風の時はトタン屋根が吹き飛んでいた。そのため家庭訪問は家ではなく、近くの海で行われた。
- 祖母から「人間は治るようにできている」と言われ、怪我をしても病院に連れて行かれるのは稀であった。小学2年の時に広海が土手から落ちて右腕を怪我した際、2日間放置された。その後、内出血で変色したため、ようやく病院で診察を受け、そこで初めて骨折だったことが判明。1年後、今度は深海が同じように土手から落ちて右腕を怪我したが、やはり放置されて、のちに骨折をしていたことが分かった。そのため二人の右腕は曲がっている。
- お腹がすくと祖母から潜水眼鏡を渡され、自ら海に潜ってアワビやサザエ、ウニなどを獲り、それらを昼食とおやつ兼用で食べていた。
- 貧乏だったため、幼少期の写真がない。
- 『水曜日のダウンタウン』に出演し貧乏生活を共にした祖父母に関して質問された際、祖父母らに都会に引っ越してより良い生活をできるようにと勧めた事を明かすが、長く住み慣れた生活を続けたいとの意思が固かったために拒否されたという。同番組では「貧富の差 拡大してる説」を検証しており、広海・深海を“芸人の中で平成最強貧乏”と呼んだ。

## 人物・エピソード
- 2023年現在、人間3人（広海、広海のパートナー、深海）と猫2匹（スコティッシュフィールドのグリちゃん、ロシアンブルーのタオちゃん）で暮らしている[21][22]:2。
- ゲイだと自覚したのは、共に中学生の頃[23]。
- 2人共通の特技はサーフィン。小学校4年の頃に、海で遊んでいた時にプロサーファーに声をかけられたのがきっかけで始め、5年間やっていた。現在もプライベートで時々やっている。広海は第19回芸能界特技王決定戦 TEPPEN（2019年8月9日、フジテレビ系列）のサーフィン競技で優勝している。
- Instagramでのライブ配信を始めたのは、コロナ禍で暇になったから[22]:2。プライベートを丸ごとさらけだす配信スタイルが注目を集め、多くのフォロワーからの支持を獲得。双子ならではの軽妙な掛け合いや小競り合いも好評。
- InstagramやYouTubeチャンネルでのファンの愛称は「友の会」[22]:3。ファンクラブ組織や入会方法などがあるわけではなく、自己申告制とのこと。

## 出演

### テレビ

#### バラエティ番組
- 美・LIVE（2008年1月 - 3月、千葉テレビ放送） - レギュラーレポーター
- 99プラス（2009年8月11、18日、9月15日、日本テレビ） - 「踊るノーギャラ御殿」に出演[24]
- アップ&UP!→あっぷ&UP!（2009年9月22日、2010年3月30日、6月15日 - 、関西テレビ） - コーナー出演、レポーター
- SUPER SURPRISE 金曜（2010年1月15日 - 3月12日、日本テレビ） - うんちくハンター（準レギュラー）
- PON!（2010年4月29日、2010年10月 - 2014年3月25日、日本テレビ） - 火曜レギュラー[25]
- クイズ!ヘキサゴンII（2011年1月26日、4月20日、フジテレビ）
- みちゃえる!（2011年4月14日 - 2012年3月29日、中部日本放送） - レギュラー[26]
- あのニュースで得する人損する人（2015年11月26日 - 、日本テレビ） - レギュラー
- 欅って、書けない?（2016年3月14日、2018年8月13日、テレビ東京）
- 乃木坂工事中（2016年12月5日、12日、テレビ愛知）
- 芸能界特技王決定戦 TEPPEN（2019年8月9日、フジテレビ系列） - 第19回サーフィン競技 優勝（広海）

#### テレビドラマ
- 正しい王子のつくり方（2008年1月8日 - 3月25日、テレビ東京） - 染谷太一 役（広海）、染谷晋平 役（深海）[注 2]
- 決戦はアフター5（2017年4月13日 - 、FOD） - 本人（HOW TOマスター）役、ファッション・メイク監修[27][28]

### ラジオ
- 大竹まこと ゴールデンラジオ!（2010年4月5日 - 2012年9月25日、文化放送）- 火曜日レギュラーレポーター
- KOSÉ Find My Beauty POWERED BY @cosme TOKYO（2020年10月04日 - 、TOKYO FM） - レギュラーMC（広海）

### 映画
- 半分の月がのぼる空（2010年4月3日公開）[29][注 2]

### 舞台
- 比翼の鳥／ファインディング・サトコ（2009年2月、ザムザ阿佐ヶ谷）[30][注 2]
- 飛龍伝21 〜殺戮の秋〈いつの日か、白き翼に乗りて〉（2013年10月、青山劇場）[31][32]
- 新・幕末純情伝（2014年8月 - 9月、シアタートラム）[33][34]

## 作品

### 楽曲
- 君が好きでタマらない - 『PON!』エンディングテーマ（2011年4月 - 6月、同番組の企画により制作）[35][注 3]

### 書籍
- 広海 深海『むすんでひらいて』ワニブックス、2022年5月31日。ISBN 978-4-8470-7192-8。
- HIROMI FUKAMI『いいときもわるいときも - なんとかなる日めくり -』ワニブックス、2022年12月12日。ISBN 978-4-8470-8451-5。
- 広海 深海『ごきげんよう みんなの人生』ワニブックス、2023年12月12日。ISBN 978-4-8470-7372-4。